# Idiobrotis oxygrapha
Idiobrotis oxygrapha är en fjärilsart som beskrevs av Edward Meyrick 1937. Idiobrotis oxygrapha ingår i släktet Idiobrotis och familjen mott. Inga underarter finns listade i Catalogue of Life.